# Magic Bus (animación)
Magic Bus (株式会社マジックバス Kabushikgaisha Majikku Basu?) es un estudio de animación japonés con sede central en Nishitōkyō, Tokio, Japón.

## Historia
La compañía fue fundada en 1977 por el hermano menor del legendario Osamu Dezaki, el productor y director Satoshi Dezaki con el fin de producir la serie anime de televisión Shin Kyojin no Hoshi. En 1983, con Dezaki dirigiendo, Magic Bus colaboró en la producción de la animación de Captain. A partir de ese punto, Magic Bus se convirtió en una empresa de producción de animación, trabajando con empresas como Eiken en la producción de series de televisión.

Según el Satoshi Dezaki, el nombre de la compañía fue inspirado en parte por la canción de The Who y por alguno de los medios de transporte usados en el Sendero Hippie

## Obras
- 1990: Carol
- 1991–2000: Legend of the Galactic Heroes
- 1992: Boyfriend
- 1993: Big Wars
- 1996: Baketsu de Gohan
- 1996–1997: Kiko-chan's Smile
- 1997–1998: 'Burn-Up Excess
- 1997–1998: Gakkyu-oh Yamazaki
- 1998: Sexy Commando Gaiden: Sugoi yo!! Masaru-san
- 1998: Surf Side High-School
- 1998: Totsugeki! Pappara-tai
- 1998: Weiß Kreuz
- 1999: Happy Birthday, Inochi Kagayaku Toki
- 2001–2002: Go! Go! Itsutsugo Land
- 2002: Demon Lord Dante
- 2003: Cinderella Boy
- 2005: Damekko Dōbutsu
- 2005: Patalliro Saiyuki
- 2005: Glass no Usagi
- 2005–2006: Play Ball
- 2010: Cobra the Animation